# What Should Not Be Unearthed
What Should Not Be Unearthed é o oitavo álbum da banda americana de death metal Nile.

## Faixas
Letras escritas por Karl Sanders.
| N.º            | Título                                  | Música                         | Duração |  |
| 1.             | "Call to Destruction"                   | Kollias / Sanders              | 5:45    |  |
| 2.             | "Negating the Abominable Coils of Apep" | Kollias / Sanders              | 4:14    |  |
| 3.             | "Liber Stellae Rubeae"                  | Kollias / Sanders / Toler-Wade | 3:48    |  |
| 4.             | "In the Name of Amun"                   | Kollias / Sanders              | 6:49    |  |
| 5.             | "What Should Not Be Unearthed"          | Kollias / Sanders              | 6:58    |  |
| 6.             | "Evil to Cast Out Evil"                 | Kollias / Sanders / Toler-Wade | 5:37    |  |
| 7.             | "Age of Famine"                         | Kollias / Sanders              | 4:11    |  |
| 8.             | "Ushabti Reanimator"                    | Sanders                        | 1:30    |  |
| 9.             | "Rape of the Black Earth"               | Kollias / Sanders / Toler-Wade | 4:35    |  |
| 10.            | "To Walk Forth from Flames Unscathed"   | Kollias / Sanders              | 6:36    |  |
| Duração total: | Duração total:                          | Duração total:                 | 50:03   |  |

## Créditos
| Críticas profissionais | Críticas profissionais |
| Avaliações da crítica  | Avaliações da crítica  |
| Fonte                  | Avaliação              |
| ---------------------- | ---------------------- |
| Metal Injection        | 7.5/10                 |
| Angry Metal Guy        | [ 2 ]                  |
| METALSUCKS             | [ 3 ]                  |

Nile
- Karl Sanders − guitarra, vocal, baixo, glissentar, baglama saz, teclado
- Dallas Toler-Wade − guitarra, vocal, baixo
- George Kollias − bateria

Outros músicos
- Pete Hammoura - percussão, vocal
- Mike Breazeale - vocal
- Brad Parris - vocal

Produção
- Neil Kernon − produção, mixagem, engenharia
- Bob Moore - engenharia de bateria
- Alan Douches - masterização
- Michal "Xaay" Loranc - capa

## Desempenho nas paradas
| Parada musical (2015)                         | Posição |
| --------------------------------------------- | ------- |
| Austrália (ARIA)                              | 94      |
| Bélgica (Ultratop Flandres)                   | 107     |
| Bélgica (Ultratop Valônia)                    | 129     |
| Países Baixos (Dutch Charts)                  | 59      |
| Alemanha (Offizielle Deutsche Charts)         | 73      |
| França (SNEP)                                 | 132     |
| Finlândia (Suomen virallinen lista)           | 24      |
| Hungria (MAHASZ)                              | 35      |
| Estados Unidos (Top Hard Rock Albums)         | 9       |
| Estados Unidos (Top Rock Albums)              | 29      |
| Estados Unidos (Billboard Independent Albums) | 12      |
| Estados Unidos (Billboard Top Heatseekers)    | 2       |